# Мариенплац (Мюнхен)

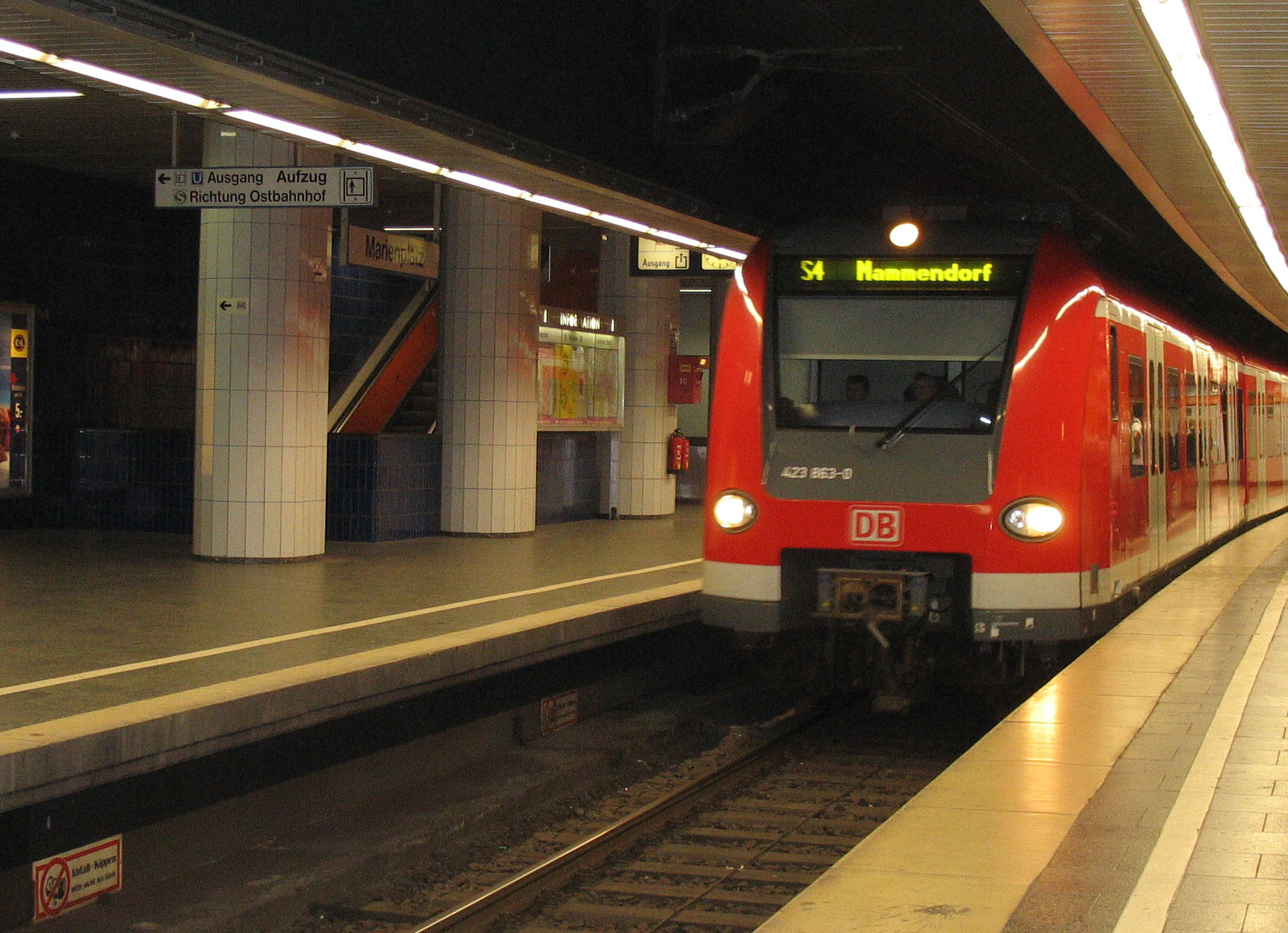
Станция «Мариенплац» мюнхенской городской электрички

Мари́енплац (нем. Marienplatz) — центральная площадь Мюнхена, центр пешеходной зоны и одна из главных достопримечательностей центра города.
На площади расположены мюнхенские ратуши — Новая и Старая, отсюда начинается Кауфингерштрассе, где множество магазинов. В районе Мариенплац также находятся исторический рынок Виктуалиенмаркт, самый большой мюнхенский собор Фрауэнкирхе и многие другие достопримечательности.
Под площадью находится крупная узловая станция мюнхенского общественного транспорта: здесь пересекаются линии U3 и U6 мюнхенского метро с центральной веткой мюнхенской городской электрички.

## Галерея

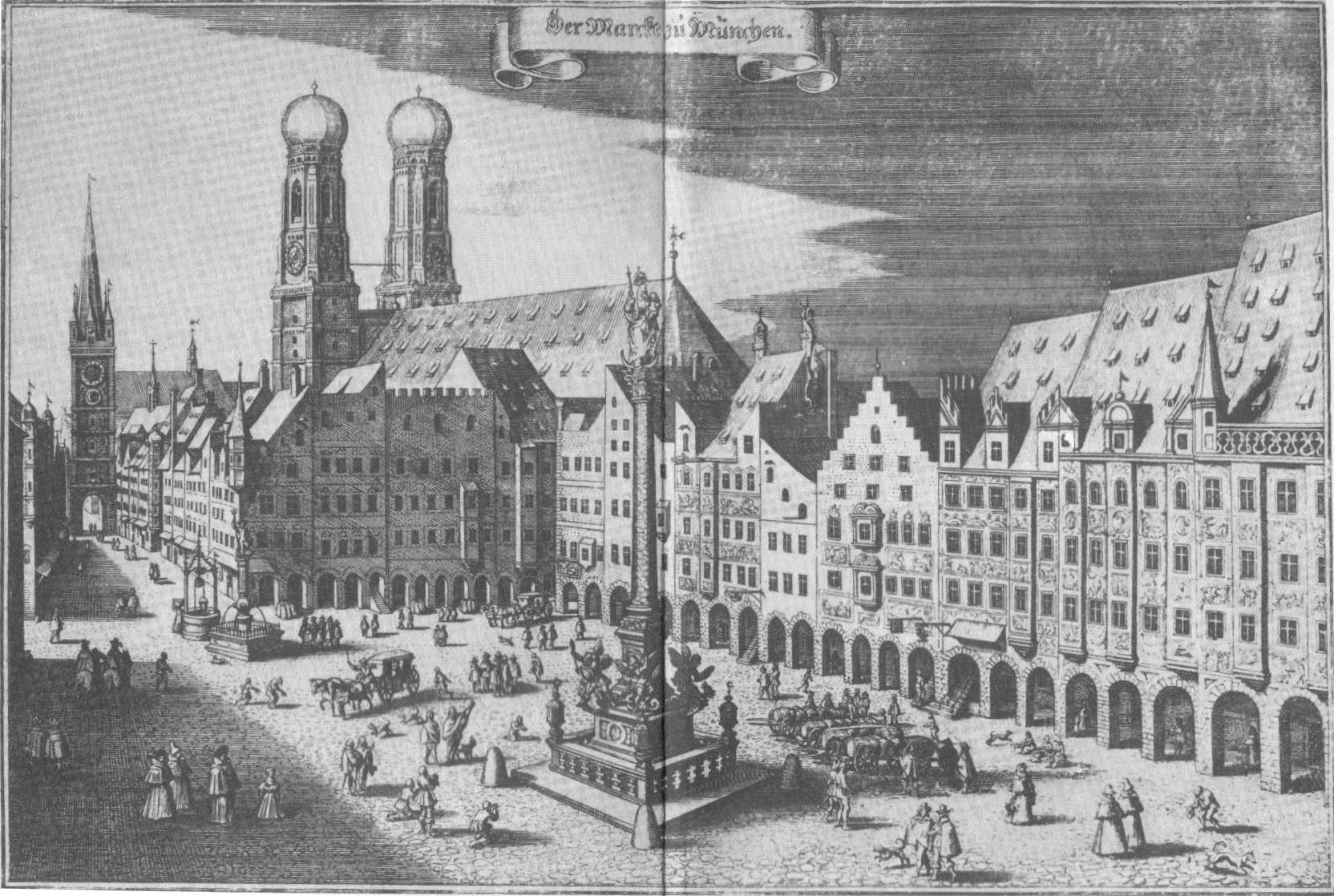
Гравюра 1642 года
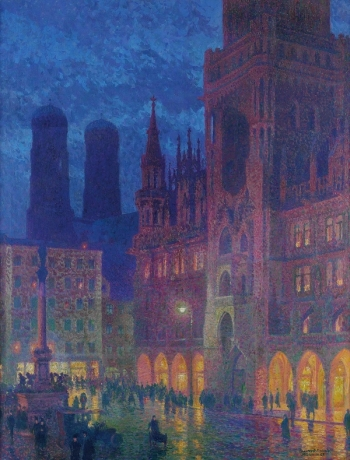
Картина 1907 года
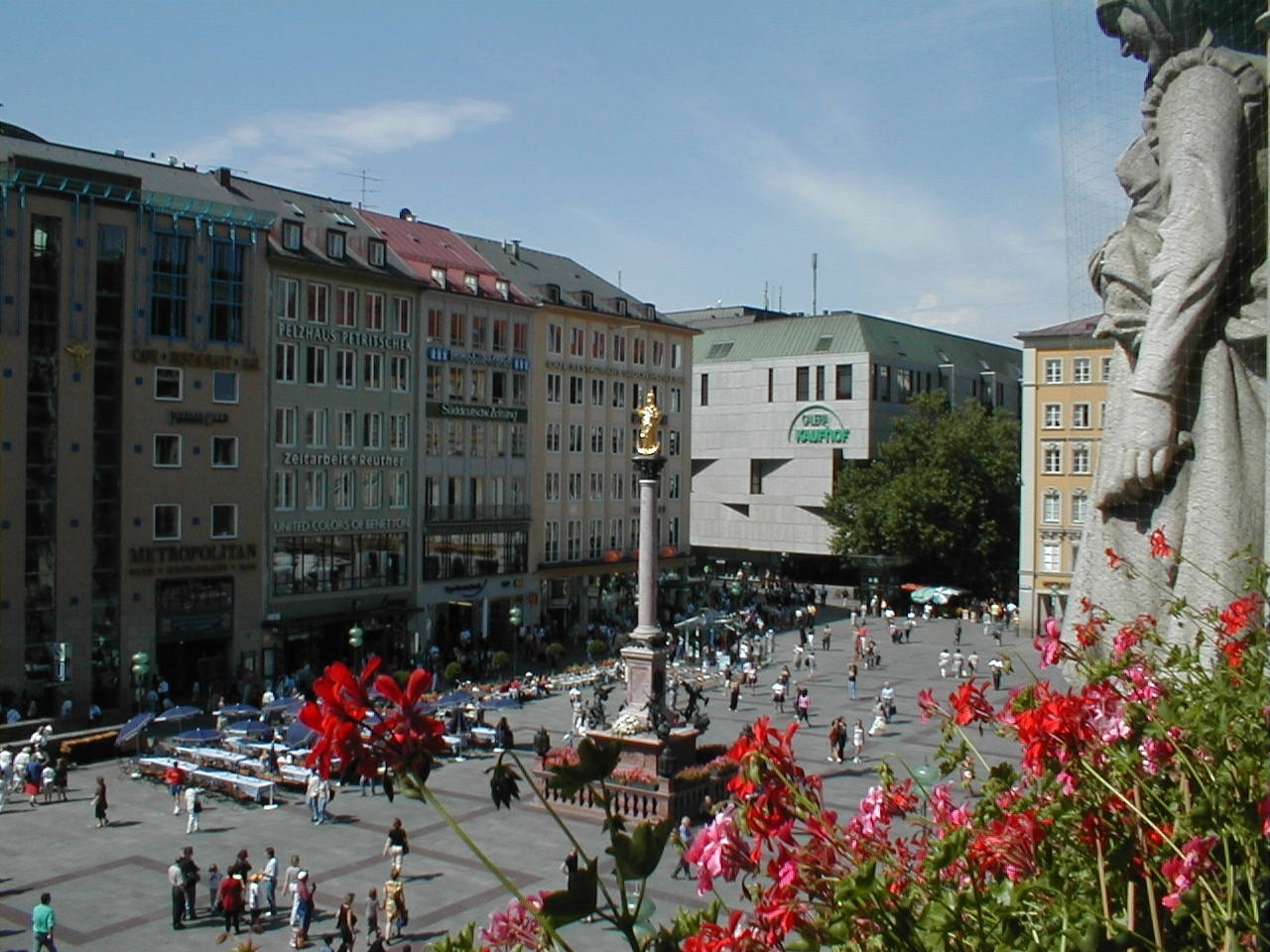
Мариенплац
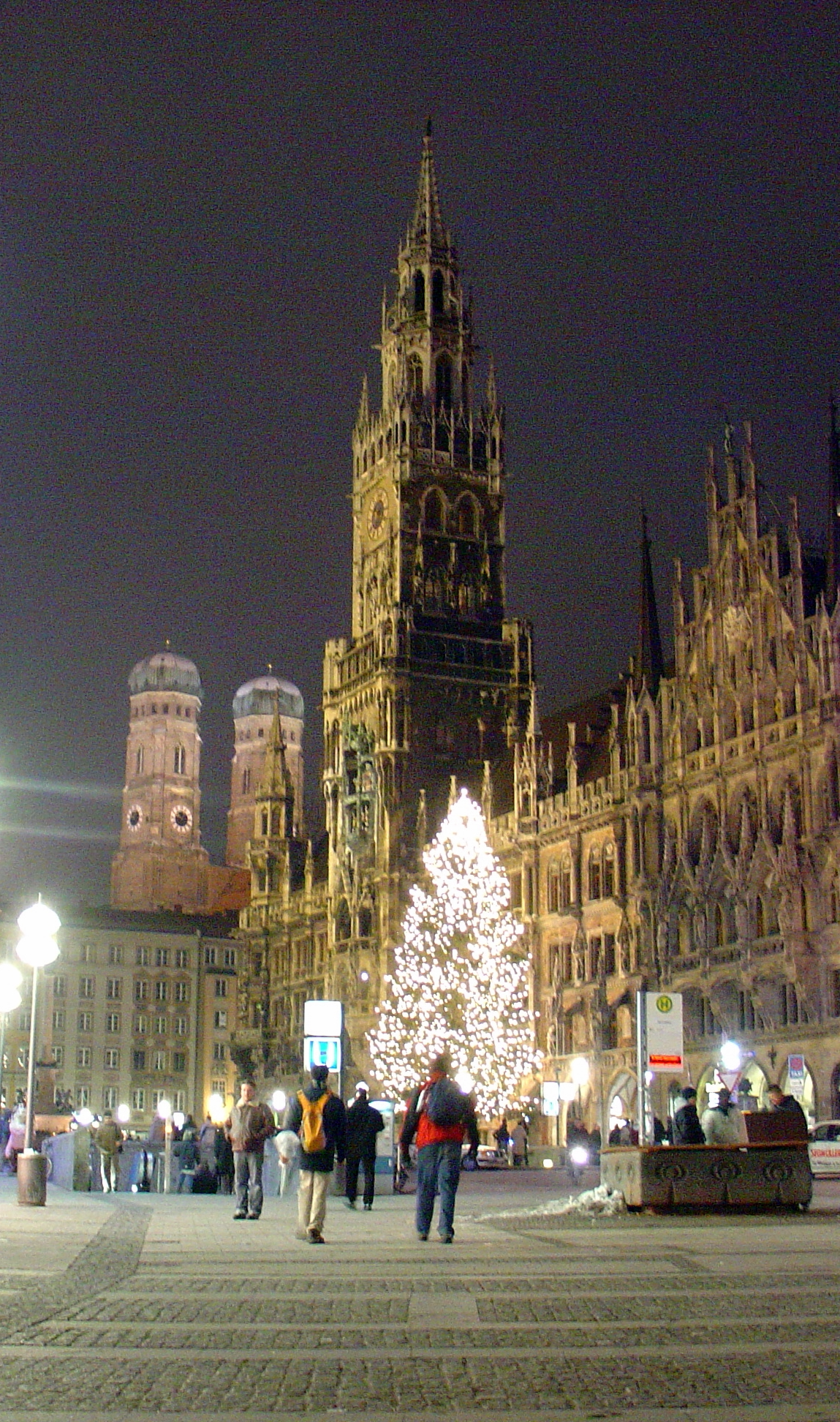
Мариенплац ночью перед Рождеством
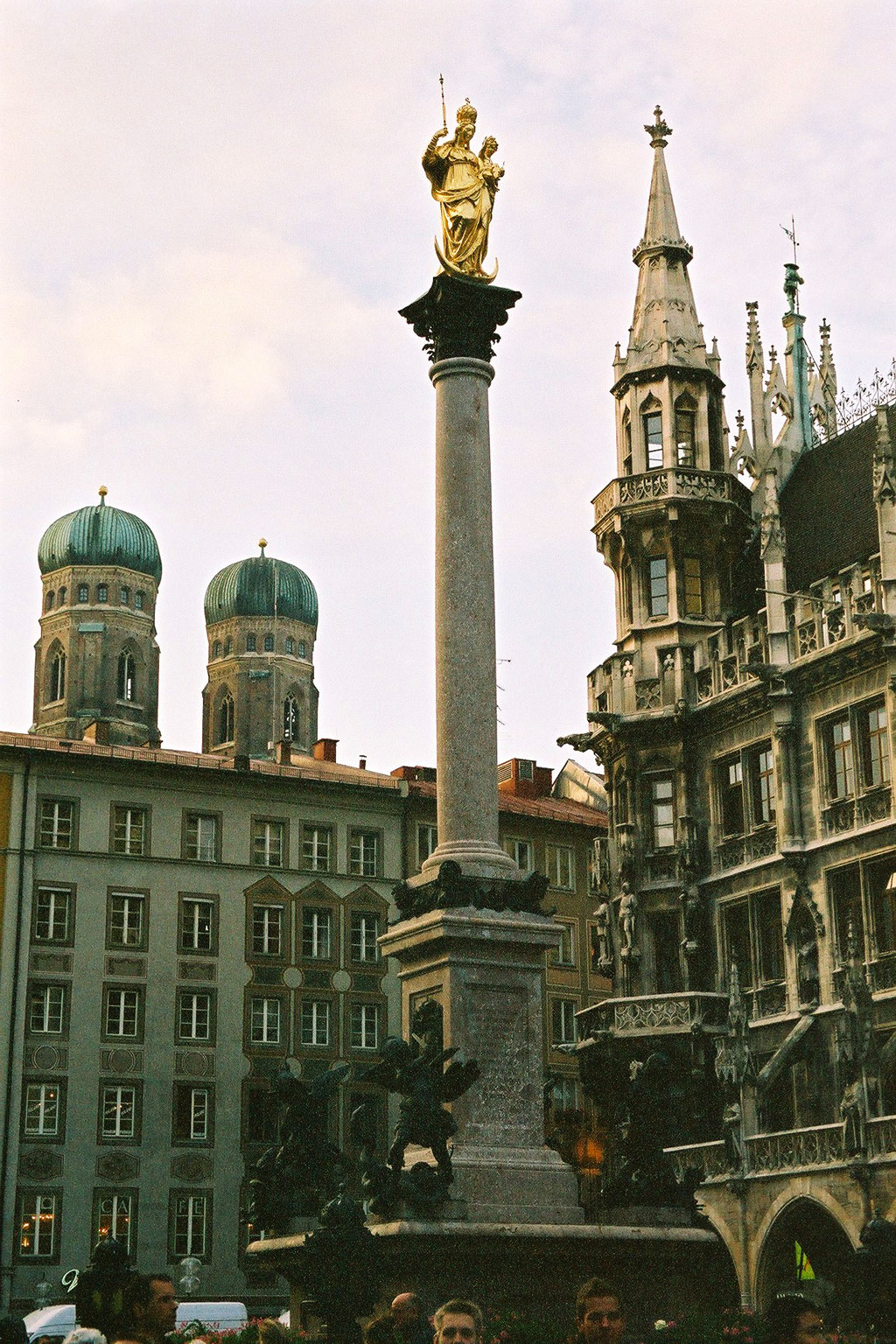
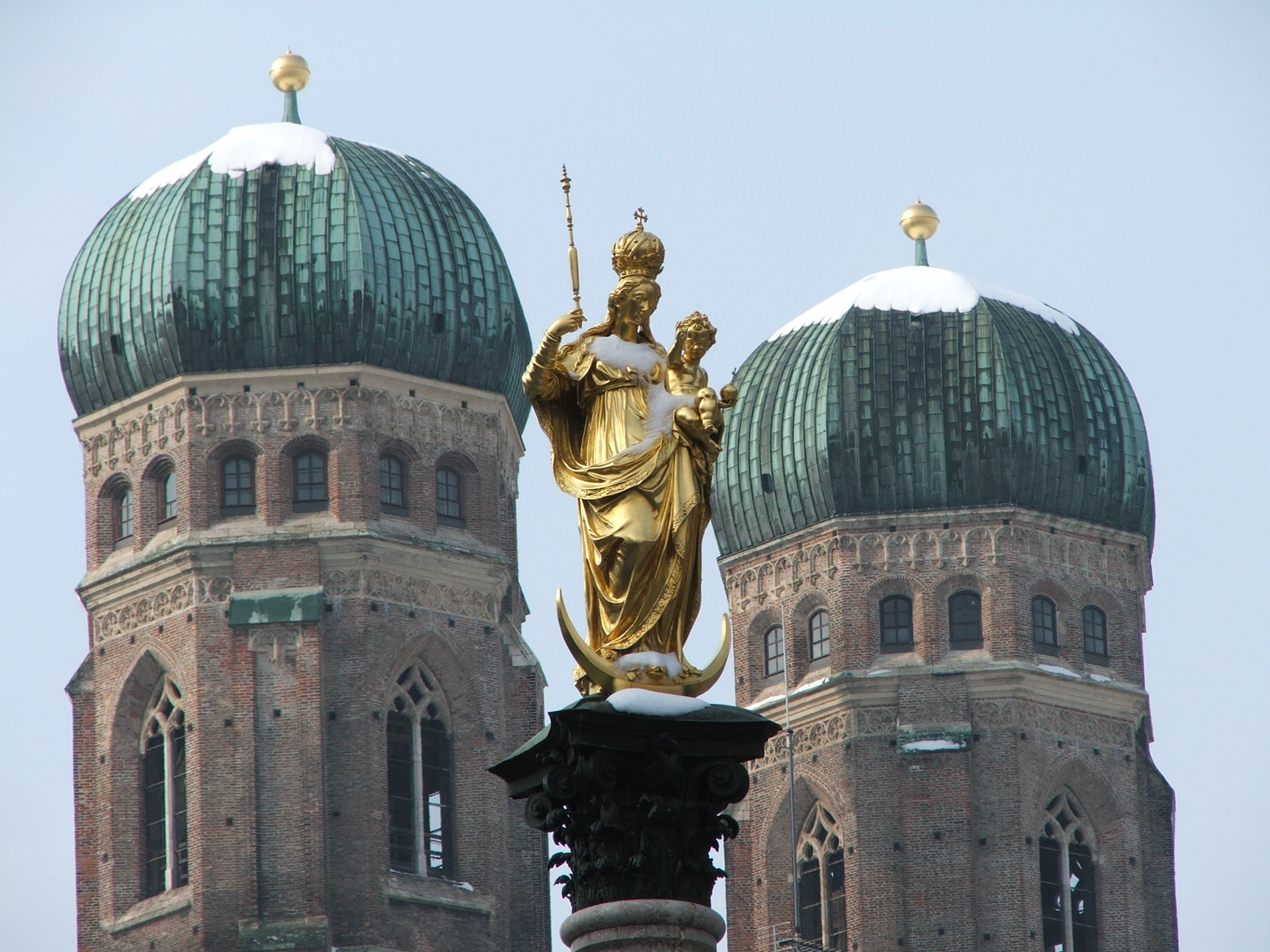